# Walter Löber
Walter Löber (* 29. Juni 1909 in Frankfurt am Main; † zwischen 4. April und 1. September 1960 in Ehlbeck (Rehlingen)) war ein deutscher Radrennfahrer.
Als Amateur gewann er 1933 das Eintagesrennen Berlin–Cottbus–Berlin. Walter Löber war Profi von 1937 bis 1939. Sein größter Erfolg war der Sieg bei den Deutschen Straßen-Radmeisterschaften 1939. 1937 gewann er Berlin–Leipzig. Nach dem Krieg versuchte er ein Comeback, beendete aber seine Radsport-Laufbahn 1946.
Er starb zwischen dem 4. April 1960, als er letztmals lebend gesehen wurde, und dem 1. September 1960, als seine Leiche in der Gemeinde Ehlbeck gefunden wurde.